# Бустамит
Бустами́т — минерал, силикат марганца-кальция (Mn,Са)3[Si3O9]. Имеется небольшая примесь Fe2+. Между бустамитом и волластонитом, вероятно, имеется полная смесимость. Бустамит является высокотемпературной триклинной полиморфной модификацией йохансенита, с температурой инверсии 830° по Цельсию. Назван в честь Мигеля Бустаманте-и-Септиема (1790–1844).

## Свойства
Габитус шестоватый, волокнистый. Спайность весьма совершенная по {100}, средняя по {110}, и не совершенная по {010}. Агрегаты зернистые. Цвет розовый до красного, серый. Твёрдость по Моосу 5,5—6,5. Плотность 3,4 г/см3. Вязкий.

## Происхождение (генезис)
Встречается в контактово-метасоматических месторождениях и сильно метаморфизованных осадочных месторождениях марганца. Реже в гидротермальных месторождениях. Ассоциирует с родонитом, тефроитом, глауконитом.